# Paul Delheid
Paul Charles Delheid (9. rujna 1909.) je bivši belgijski hokejaš na travi. 
Na hokejaškom turniru na Olimpijskim igrama 1928. u Amsterdamu igrajući za Belgiju je osvojio 4. mjesto. Odigrao je svih 5 utakmica i postigao je jedan pogodak. U susretu za broncu je Belgija izgubila od Njemačke.
Na hokejaškom turniru na Olimpijskim igrama 1936. u Berlinu igrajući za Belgiju na tri susreta. Belgija je ispala u 1. krugu.

## Vanjske poveznice
- Profil na Sports Reference.com  Arhivirana inačica izvorne stranice od 19. svibnja 2011. (Wayback Machine)